# Baby I Love U!
"Baby I Love U!" (Tiếng Việt: Em Yêu Anh, anh à! hay còn được viết là "Baby I ♡ U!") là đĩa đơn thứ tư và là đĩa đơn cuối cùng được trích từ album phòng thu thứ ba của Jennifer Lopez, This Is Me... Then (2002). Ca khúc được phát hành năm 2004, và trở thành ca khúc ít xuất hiện nhất trên các bảng xếp hạng nhất của Lopez tại Mĩ. Bài hát vươn lên vị trí 72 trên bảng Billboard Hot 100. Nhưng lại đứng thứ 3 tại Anh (sau "Cha Cha Slide" và "Toxic"), nơi ca khúc phát hành đầu tiên. Và ca khúc đồng thời là ca khúc thứ 65 có số lượng đĩa bán nhiều nhất năm 2004 với 80,000 bản được bán. Bài hát có nội dung khá tương tự ca khúc năm 1969 của John Barry, "Midnight Cowboy".
Bản phối lại cùng R. Kelly khá thành công trên các bảng xếp hạng radio tại Mĩ nhưng không được phát hành chính thức. Nhưng lại được xuất hiện trong đĩa kèm theo trong DVD của cô, The Reel Me.

## Video ca nhạc
Video được đạo diễn Melert Avis, bắt đầu với cảnh Lopez nằm dài trên giường vào buổi sáng và hát với ánh sáng mặt trời. Xen lẫn là những cảnh trong bộ phim Gigli cũng được kèm theo để quảng bá và phát sóng trên kênh MTV và VH1 sau thất bại "thảm hại" của bộ phim ở các rạp chiếu.

## Danh sách ca khúc
CD của Anh
1. "Baby I Love U!" (Bản gốc)
2. "Baby I Love U!" (R. Kelly Remix)
3. "Baby I Love U!" (Video)

Đĩa đơn của Hà Lan
1. "Baby I Love U!" (Bản gốc)
2. "Baby I Love U!" (R. Kelly Remix)

## Bảng xếp hạng
| Bảng xếp hạng (2004)                     | Vị trí |
| ---------------------------------------- | ------ |
| Châu Âu Hot 100 Singles (Billboard)      | 12     |
| Ireland (IRMA)                           | 16     |
| Anh Quốc (OCC)                           | 3      |
| Hoa Kỳ Billboard Hot 100                 | 72     |
| Hoa Kỳ Hot R&B/Hip-Hop Songs (Billboard) | 55     |